# Harrison Begay
Harrison Begay (Haashké yah Niya, "Guerrero que caminó hasta su enemigo") (15 de noviembre de 1917 - 18 de agosto de 2012) fue un pintor navajo, quizás el más famoso de su generación. Begay era especialista en acuarelas y serigrafías. Él fue el último exestudiante vivo de Dorothy Dunn en la Santa Fe Indian School. Su trabajo ganó varios premios y es exhibido en museos y colecciones privadas de todo el mundo.

## Biografía
Harrison Begay nació en White Cone, Arizona, el 15 de noviembre de 1917, a pesar de que su año de nacimiento también ha sido registrado en 1914, en White Cone, cerca de Greasewood, Arizona en la Nación Navajo, a Black Rock y Zonnie Tachinie Begay. Su madre pertenecía al Zuni White Corn Clan, y su padre era del Walk Around Clan / Near Water Clan. Harrison en su juventud conducía el rebaño de ovejas de su familia cerca de Greasewood, donde vivió la mayor parte de su vida.
En 1933, ingresó en la Santa Fe Indian School para estudiar arte bajo la tutela de Dorothy Dunn en su nuevo Studio School. Sus compañeros de clase incluían a Gerald Nailor, Quincy Tahoma, Geronima Montoya y Andrew Tsihnahjinnie. Dunn conoció de Begay las características del "estudio de estilos" o "estilo plano de la pintura", en su libro American Indian Painting of the Southwest and Plains Areas, Dunn describió el trabajo de Begay como "a la vez decorativo y natural, su claro color en matices y hasta en valores, sus figuras plácidas todavía animada por dentro .... Él parecía ser de inagotable inventiva en una manera reticente y tranquila."
En 1940, asistió a la Black Mountain College en Carolina del Norte, para estudiar arquitectura durante un año. En 1941, se matriculó en la Universidad de Phoenix en Arizona. De 1942 a 1945, Begay servido para la Signal Corps de la Armada de Estados Unidos.
Harrison Begay murió el 18 de agosto de 2012 en Gilbert, Arizona, a la edad de 95, y fue enterrado en el Cementerio de Veteranos de Fort Defiance.